# Jovita Arunia
Jovita Arunia (* 19. April 2002) ist eine Leichtathletin von den Salomonen, die sich auf den Sprint spezialisiert hat.

## Sportliche Laufbahn
Erste Erfahrungen bei internationalen Meisterschaften sammelte Jovita Arunia im Jahr 2022, als sie bei den Ozeanienmeisterschaften in Mackay mit 13,29 s in der ersten Runde im 100-Meter-Lauf ausschied und über 200 Meter das Halbfinale erreichte, in dem sie aber nicht mehr an den Start ging. Anschließend startete sie dank einer Wildcard über 100 Meter bei den Weltmeisterschaften in Eugene und schied dort mit 13,15 s in der ersten Runde aus. Im Jahr darauf ging sie bei den Weltmeisterschaften in Budapest erneut über 100 Meter an den Start, kam dort aber mit 13,20 s nicht über den Vorlauf hinaus. Im Dezember schied sie bei den Pazifikspielen in Honiara mit 12,91 s im Halbfinale über 100 Meter aus und belegte in 26,17 s den achten Platz über 200 Meter. Zudem verpasste sie im Weitsprung mit 4,89 m den Finaleinzug und belegte mit der 4-mal-100-Meter-Staffel in 50,05 s den sechsten Platz. 2024 schied sie bei den Hallenweltmeisterschaften in Glasgow mit neuem Landesrekord von 8,19 s in der Vorrunde im 60-Meter-Lauf aus.
2023 wurde Arunia salomonische Meisterin im 100- und 200-Meter-Lauf sowie im Weitsprung.

## Persönliche Bestleistungen
- 100 Meter: 12,87 s (+1,0 m/s), 25. Oktober 2023 in Honiara
  - 60 Meter (Halle): 8,19 s, 2. März 2024 in Glasgow (salomonischer Rekord)
- 200 Meter: 26,17 s (+1,7 m/s), 1. Dezember 2023 in Honiara
- Weitsprung: 5,13 m (+1,3 m/s), 25. Oktober 2023 in Honiara (salomonischer Rekord)